# Monumento a Wellington
El Monumento a Wellington o Testimonial de Wellington (en irlandés: Teistiméireacht Wellington; en inglés: Wellington Monument o bien Wellington Testimonial) es un obelisco situado en el parque Fénix, en Dublín, la capital de Irlanda.
El monumento se encuentra en el extremo sureste del parque, con vistas a Kilmainham y el río Liffey. La estructura es de 62 m de alto, por lo que es el obelisco más grande de Europa.
El testimonial fue diseñado por el arquitecto Robert Smirke, y la primera piedra fue colocada en 1817. Sin embargo, en 1820 se quedó sin fondos para la construcción, por lo que quedó sin terminar hasta el 18 de junio de 1861, cuando se abrió al público.